# Human Remains (album)
Human Remains è il primo full-length della band Hell, pubblicato il 13 maggio 2011 dall'etichetta discografica Nuclear Blast. Il disco, già nelle prime settimane di vendita, godette di una notevole popolarità, grazie alla sua pregevole fattura e anche all'efficacia della band nel riproporlo dal vivo, tanto da raggiungere, dopo solo una settimana dalla pubblicazione, il 46º posto nelle classifiche tedesche.

## Il disco
Il disco è stato prodotto da Andy Sneap (che veste, oltre il ruolo di produttore, anche quello di chitarrista della formazione) nei Backstage Studios. L'album contiene, nella fattispecie, canzoni che vennero composte dalla band nel periodo che va dal 1982 al 1985, e sono stati apportati pochissimi cambiamenti a quella che era l'idea originale della band. Il disco consta di 11 brani, per una durata complessiva di 66 minuti e 6 secondi e, curiosamente, la versione scaricabile dell'album pesa 666 MB, anche se questo aspetto non è stato intenzionale. Sebbene l'intenzione iniziale del gruppo fosse quella di realizzare un prodotto da condividere in ambito intimo, la band, di fronte alle offerte di ben 5 case discografiche, firmò un contratto con la Nuclear Blast Records per la diffusione del disco. L'album è entrato nelle classifiche nazionali in Germania e in diversi paesi scandinavi al momento della sua uscita, ricevendo numerose recensioni positive e un numero considerevole di riconoscimenti, tra cui il premio di 'Album dell'anno 2011' della rivista Sweden Rock Magazine. L'album inoltre ottenne questo stesso premio anche da diversi siti web indipendenti, forum rock e simili.

## Aspetti tecnici
Diversi brani includono la voce del deceduto ex-frontman Dave Halliday, con Andy Sneap che ha svolto un lavoro determinante per migliorare e amplificare la sua voce nelle vecchie registrazioni su cassetta, in modo che questa potesse essere incorporata nelle nuove registrazioni e che il suo ricordo fosse realmente tangibile. Sneap e il resto dei membri della band non hanno avuto vita facile (con costi legali e di successione ingenti) per garantire che le composizioni e i diritti di successione dell'album fossero divisi in sei parti - invece di cinque - in modo che la quota di Halliday fosse destinata alla sua famiglia. L'artwork dell'album, dipinto da Dan Goldsworthy, ha ricevuto il plauso della critica. Anche se apparentemente può sembrare d'aspetto oscuro e demoniaco, esso contiene tutta una serie di omaggi e riferimenti al corso della storia della band. Fra questi, spiccano:
- il viso dell'ex frontman Dave Halliday, sovrapposto nel cielo sopra l'angelo caduto sulla copertina;
- il viso di Dave Halliday appare anche nelle fiamme sprigionate dalla mano di Andy Sneap, nella sua foto contenuta nel booklet;
- sempre nel booklet, il bassista Tony Speakman è raffigurato in una cella, sul cui sfondo è visibile un poster Oxo - un cenno umoristico all'apparizione di Speakman in uno spot pubblicitario di tale prodotto anni prima;
- la parte inferiore del retro copertina contiene un elenco di attrezzature testimonial: il logo Oxo compare anche in questa lista;
- nel booklet principale del disco bonus, nella versione Digipak, è riportata una serie di lettere di rifiuto di case discografiche accumulate negli anni '80. Le lettere sono state volutamente stampate abbastanza grandi per rendere i nomi degli autori chiaramente visibili. Molti di questi individui hanno successivamente continuato a tenere posizioni di alto rango e influenti nell'industria della musica;
- Dave Halliday ha ricevuto crediti nel booklet per 'voci supplementari, interferenze spirituali e dildi'. Il secondo appunto si riferisce al fatto che numerosi fenomeni inspiegabili si sono verificati durante la realizzazione dell'album, facendo pensare che un Halliday spettrale fosse in realtà presente, mentre il terzo al fatto che avrebbe regolarmente acquistato dei dildo dalle donne presenti nelle prime file dei concerti.

## Formati
- CD standard singolo
- Digipak con 2 CD, che include una cassetta degli anni '80 con demo e registrazioni in sala prove. A causa di un piccolo errore in fase di produzione della custodia, i dischi  di questa versione sono notoriamente difficili da estrarre. La band ha scherzato su questo aspetto riportando la seguente dicitura sul proprio sito di merchandising: 'So full of metal – you'll never get it out of the slip case'.
- Versione con 2 CD (solo per il mercato nordamericano)
- Triplo vinile a 180 giri
- Triple vinile in esclusiva per la 'High Roller Records' (DE), stampato in 300 copie
- CD singoli con licenza per Giappone e Russia
- Poco prima della pubblicazione, venne messo in commercio un vinile 7", contenente versioni modificate di 'On Earth As It Is in Hell' e 'Save Us From Those Who Would Save Us'.
- Un video di 'On Earth As It Is in Hell' venne prodotto, e ha raggiunto più di 500,000 visite su YouTube.

## Tracce
1. Overture (Themes from 'Deathsquad') – 1:14
2. On Earth as It Is in Hell – 5:09
3. Plague and Fyre – 5:09
4. The Oppressors – 5:53 – cover dei Race Against Time[1]
5. Blasphemy and the Master – 8:11
6. Let Battle Commence – 4:23
7. The Devil's Deadly Weapon – 10:14
8. The Quest – 4:21
9. Macbeth – 7:21
10. Save Us from Those Who Would Save Us – 5:05
11. No Martyr's Cage – 9:00

Durata totale: 66:00

## Formazione
- David Bower – voce
- Kev Bower – chitarre, tastiere
- Andy Sneap – chitarre
- Tony Speakman – basso
- Tim Bowler – batteria
- Dave G. Halliday – voce (tracce 3, 7, 9)